# Ambulància

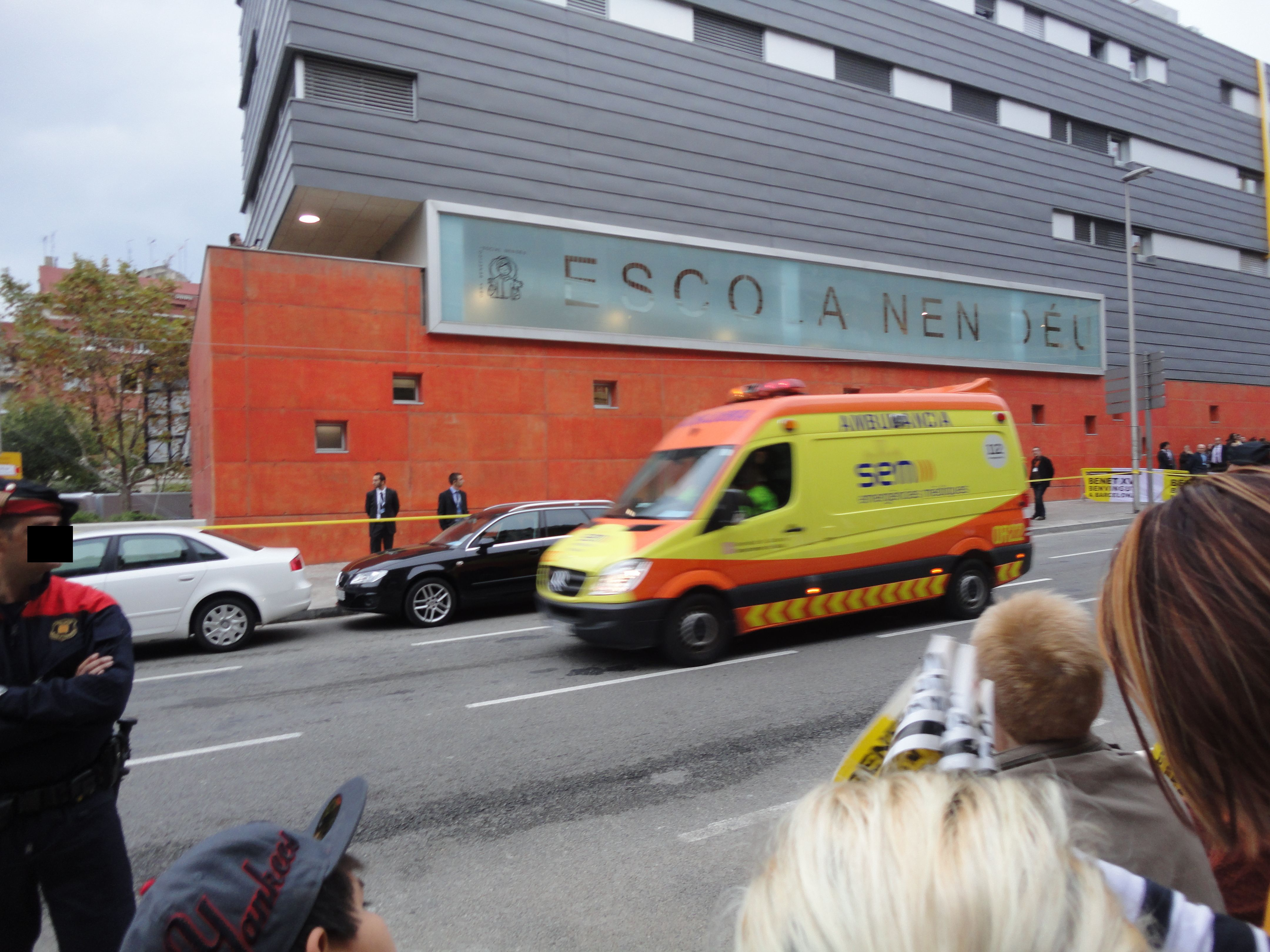
Ambulància del SEM en la Visita de Benet XVI a Barcelona.

Una ambulància és un vehicle destinat al transport adequat, de persones malaltes o ferides, que es troben lluny d'un centre d'assistència sanitària (Centre de Salut o Centre d'Atenció Primària, hospital), o bé per transportar-les entre aquests centres.
Disposa d'uns tècnics i, a vegades, depenent de la natura del trasllat, de personal sanitari (diplomat d'infermeria, metge).
A nivell de Catalunya estan integrades dins del Sistema d'Emergències Mèdiques (SEM), el 061.